# Коваленко, Андрей Юрьевич
 Андрей Юрьевич Коваленко (род. 20 апреля 1976 г. в г. Одессе) — украинский художник, живописец, график.

## Биография
Андрей Юрьевич Коваленко  родился в семье художников Юрия Андреевича Коваленко и Светланы Сергеевны Коваленко-Шведовой. 1991-1996гг. учебы в Одесском Государственном Художественном Училище им. М.Б.Грекова (живописное отделение). С 2008г. член Национального Союза художников Украины.

## Личная жизнь
• Первая супруга - Анастасия Кузьмина музыкант-педагог, скрипач группы Flëur
• Вторая супруга - Елена Коваленко художник-педагог.
• Первая дочь – Мария Коваленко (род.2005)
• Вторая дочь – Ольга Коваленко (род.2015)
• Третья дочь - Марфа Коваленко (род.2017)

## Творчество и выставки
Андрей Коваленко – художник-экспрессионист по сути и по форме. Мощной стилизации подчиняется все, что он воспринимает: быт, архитектуру, людей, флору и фауну. Используя сочную манеру живописи, автор обращается к славянским мотивам, образам прадухов земли и природы, к народному украинскому творчеству. Выразительный язык художника часто формируется в пространстве взаимодействия живописных и графических изобразительных средств. В трансформированной авторским видением реальности задает тон цвет и своеобразие форм, достигаемое оригинальным использованием графических приемов. В картинах ощутимо пристальное внимание к окружающему миру: сказывается многолетняя работа с натуры, постоянное участие в пленэрах. Андрей Коваленко отвергает концептуализм с его тотальной подчиненностью холодному расчету, формуле, тиражированию. Следуя традициям южнорусской школы художник не оставляет предметную составляющую  живописи, он не первооткрыватель нового жанра, как говорит сам автор «Я не изобретаю велосипед, я просто на нем еду».

### Персональные выставки
2017г. - "Два Андрія", выставочный зал НСХУ, г.Одесса
2017г. - "Підслухане серцем", Tauvers gallery, г.Киев.
2016г. - Выставка живописи, "Галерея 36", г.Киев.
2016г. - "Пейзаж для сповідi", Музей-мастерская Ивана Кавалеридзе, г.Киев.
2015г. -  "Остановка в пути", Одесский художественный музей.
2015г. -  Персональная выставка в Раквере городской галереи, Эстония.
2015г. - "Музика кольору", галерея во дворце Тоомпеа., г.Таллинн.
2014г. -  "Натюрморт на фоне пейзажа", арт-кафе "Сальери", г.Одесса.
2014г. - "Там, где родился Пиноккио", галерея "MARKOFF", г.Одесса.
2013г. - "Свидание с городом", Прилуцкий краеведческий музей, г.Прилуки.
2013г. - Персональная выставка живописи в салоне НСХУ, г.Одесса.
2012г. - "Однажды...", Всемирный клуб одесситов, г.Одесса.
2012г. - "Экзистенции", Одесский художественный музей, (Каталог).
2009г. - Персональная выставка в арт-кафе "Фан-кофе", г.Одесса.
2008г. - "Андрій малює", Одесский художественный музей, (Каталог)
2007г. - Персональная выставка в объединение "Просвіта", г.Одесса
2000г. - "На крыльях мечты", Музей-мастерская Ивана Кавалеридзе, г.Киев
2000г. - Персональная выставка в Одесском музее западного и восточного искусства
1998г. - "Рождественский проект", галерея "Терра-Инкогнита", г.Одесса
1996г. - Персональная выставка живописи в выставочном зале НСХУ, г.Одесса

## Картины А.Коваленко и их место нахождение
Среди наиболее известных живописных произведений:
«Скрипач» (1997), « Красный трамвай» (2000), «Прогулка» (2004), «С ангелом на плече» (2004), «Волхвы» (2004), «Пополудни» (2005), «Пробуждение» (2009), «Май.Весна» (2009), «Вечная страна» (2012), «Серебряный ветер» (2013).
• Одесский художественный музей
• Одесский музей западного и восточного искусства
• Каневский художественный музей им. Т.Г. Шевченко
• Музей-мастерская Ивана Кавалеридзе
• Прилуцкий краеведческий музей им. В.И. Маслова
Картины находятся в собраниях известных украинских коллекционеров ( М. Кнобель, С.Верник, Е.Деменок).